# Randy Nteka
Randy Nteka (París, 6 de diciembre de 1997) es un futbolista francés que juega de delantero y milita en el Rayo Vallecano de la Primera División de España.

## Trayectoria
Llegó en 2017 al Betis San Isidro de la preferente madrileña hasta que los ojeadores del C. F. Fuenlabrada le descubrieron, una sola temporada y fichó por el filial fuenlabreño ese mismo año. En 2018 debutó con el primer equipo y sus actuaciones como azulón le permitieron subir al primer equipo y renovar por 3 temporadas. En la temporada 2018-19 jugó 35 partidos y anotó ocho goles, ayudando al equipo a lograr el ascenso a la Segunda División.
En julio de 2021 fue traspasado al Rayo Vallecano, con el que firmó por cinco años. El 29 de agosto año anotó frente al Granada C. F. su primer gol en su primer partido en Primera División en el Estadio de Vallecas.
El 31 de enero de 2023 fue cedido al Elche Club de Fútbol hasta el final de la temporada.

## Selección nacional
En junio de 2024 hizo su debut con la selección de Angola en un partido de clasificación para el Mundial 2026 frente a Esuatini que ganaron por uno a cero. Un año después formó parte del equipo campeón de la Copa COSAFA.

## Clubes
| Club                   | País   | Año       |
| ---------------------- | ------ | --------- |
| C. D. Betis San Isidro | España | 2017      |
| C. F. Fuenlabrada "B"  | España | 2017-2018 |
| C. F. Fuenlabrada      | España | 2018-2021 |
| Rayo Vallecano         | España | 2021-     |
| Elche C. F. (cedido)   | España | 2023      |

## Palmarés

### Títulos internacionales
| Título      | Equipo | Sede      | Año  |
| ----------- | ------ | --------- | ---- |
| Copa COSAFA | Angola | Sudáfrica | 2025 |